# Liste der Baudenkmale in Blankenfelde-Mahlow
In der Liste der Baudenkmale in Blankenfelde-Mahlow sind alle Baudenkmale der brandenburgischen Gemeinde Blankenfelde-Mahlow und ihrer Ortsteile aufgelistet. Grundlage ist die Veröffentlichung der Landesdenkmalliste mit dem Stand vom 31. Dezember 2022.

## Legende
In den Spalten befinden sich folgende Informationen:
- ID-Nr.: Die Nummer wird vom Brandenburgischen Landesamt für Denkmalpflege vergeben. Ein Link hinter der Nummer führt zum Eintrag über das Denkmal in der Denkmaldatenbank. In dieser Spalte kann sich zusätzlich das Wort Wikidata befinden, der entsprechende Link führt zu Angaben zu diesem Denkmal bei Wikidata.
- Lage: die Adresse des Denkmales und die geographischen Koordinaten. Link zu einem Kartenansichtstool, um Koordinaten zu setzen. In der Kartenansicht sind Denkmale ohne Koordinaten mit einem roten beziehungsweise orangen Marker dargestellt und können in der Karte gesetzt werden. Denkmale ohne Bild sind mit einem blauen bzw. roten Marker gekennzeichnet, Denkmale mit Bild mit einem grünen beziehungsweise orangen Marker.
- Bezeichnung: Bezeichnung in den offiziellen Listen des Brandenburgischen Landesamtes für Denkmalpflege. Ein Link hinter der Bezeichnung führt zum Wikipedia-Artikel über das Denkmal.
- Beschreibung: die Beschreibung des Denkmales
- Bild: ein Bild des Denkmales und gegebenenfalls einen Link zu weiteren Fotos des Baudenkmals im Medienarchiv Wikimedia Commons

## Über die Gemeindegrenzen hinaus
| ID-Nr.                           | Lage                      | Bezeichnung                            | Beschreibung | Bild                                   |
| -------------------------------- | ------------------------- | -------------------------------------- | --- | -------------------------------------- |
| 09105929                         | (Lage)                    | Königlich Preußische Militär-Eisenbahn | Die Königlich Preußische Militär-Eisenbahn steht mit ihren erhaltenen Teilen komplett unter Denkmalschutz. In der Gemeinde betrifft das das Empfangsgebäude des Militärbahnhofs Mahlow. | Königlich Preußische Militär-Eisenbahn |
| 09107109 Teilobjekt zu: 09105929 | Mahlower Straße 62 (Lage) | Bahnhofsempfangsgebäude                | Das Militärbahnhofsgebäude steht auf der Westseite der Gleisanlagen, auf der anderen Gleisseite der Staatsbahn. Es ist ein Bau aus roten Ziegeln und wird privat genutzt.               | Bahnhofsempfangsgebäude                |

## Denkmale

### Blankenfelde
| ID-Nr.            | Lage                               | Bezeichnung                    | Beschreibung | Bild                      |
| ----------------- | ---------------------------------- | ------------------------------ | --- | ------------------------- |
| 09105265          | Blankenfelder Dorfstraße 50 (Lage) | Dorfkirche                     | Die evangelische Kirche stammt aus der zweiten Hälfte des 13. Jahrhunderts, im 14. Jahrhundert wurde sie erweitert. Im Jahre 1978 brannte die Kirche aus, 1981 wurde sie neu geweiht. Von der Ausstattung aus der Zeit um 1740 ist so wenig erhalten geblieben. | weitere Bilder            |
| 09105267          | Berliner Damm 2 (Lage)             | Sowjetischer Ehrenfriedhof     | | weitere Bilder            |
| 09105266          | Blankenfelder Dorfstraße 14 (Lage) | Dorfschmiede mit Inventar      | Die Dorfschmiede wurde wahrscheinlich im Jahre 1549 erbaut. | Dorfschmiede mit Inventar |
| 09107217          | Blankenfelder Dorfstraße 86 (Lage) | Gutsbrennerei                  | | Gutsbrennerei             |
| 09106272          | Blankenfelder Dorfstraße (Lage)    | Kriegerdenkmal auf der Dorfaue | Das Kriegerdenkmal wurde am 1. Juli 1913 eingeweiht. | weitere Bilder            |
| 09105269 Wikidata | Zossener Damm 2 (Lage)             | Plastik „Gärtnerbursche“       | Die Plastik stammt von Karl-Heinz Schamal. | weitere Bilder            |

### Dahlewitz
| ID-Nr.                           | Lage                     | Bezeichnung | Beschreibung | Bild                                 |
| -------------------------------- | ------------------------ | --- | --- | ------------------------------------ |
| 09105283                         | (Lage)                   | Dorfkirche | Die evangelische Kirche wurde in der zweiten Hälfte des 13. Jahrhunderts erbaut, der Turm wurde etwas später hinzugefügt. Der Anbau stammt aus dem 16. und 17. Jahrhundert. | weitere Bilder                       |
| 09105153                         | Dorfstraße 34, 35 (Lage) | Gutsanlage, bestehend aus Herrenhaus, Brennerei, Stallgebäude mit Milchkammer, Lok- und Wagen-schuppen, Wasserturm, Speicher, Schmiede, Waschhaus, Remise sowie Parkanlage | Das Gutshaus wurde um 1800 erbaut. Es ist ein zweigeschossiger Bau mit einem Krüppelwalmdach. Die Seitenflügel sind niedriger als das Haus. Um 1900 wurde eine Brennerei und ein Wasserturm errichtet. Bei einem Brand im Jahr 2001 wurde das Gutshaus stark beschädigt. | weitere Bilder                       |
| 09106594 Teilobjekt zu: 09105153 | Dorfstraße 34, 35 (Lage) | Herrenhaus | Das Herrenhaus wurde um 1800 erbaut und 1896 bis 1902 sowie von 1946 bis 1949 erweitert und umgestaltet. Im Jahre 1999 wurde es saniert, allerdings brannte es im Herrenhaus im Jahre 2001. Es ist ein zweigeschossiger, lisenengegliederter Putzbau mit sieben Achsen, Krüppelwalmdach und niedrigen Seitenflügeln. | Herrenhaus                           |
| 09106595 Teilobjekt zu: 09105153 | Dorfstraße 35 (Lage)     | Brennerei | Die Brennerei ist in schlichter Architektur gearbeitet. Datierung um 1900 (zwischen 1886 und 1900). | Brennerei                            |
| 09107193 Teilobjekt zu: 09105153 | Dorfstraße 35 (Lage)     | Rinderstall | Der Rinderstall befindet sich an der nordwestlichen Seite des Hofes. | Rinderstall                          |
| 09107200 Teilobjekt zu: 09105153 | Dorfstraße 35 (Lage)     | Milchkammer | Die Milchkammer schließt südwestlich an den Stall an. | BW                                   |
| 09107194 Teilobjekt zu: 09105153 | Dorfstraße 35 (Lage)     | Lokomotiveschuppen & Wagenunterstand | Lokomotiveschuppen und Wagenunterstand für die im Jahr 1897 entstandene elektrisch betriebene Gutsbahn, mit der ein Anschluss an die Bahnstrecke Berlin–Dresden erfolgte. | Lokomotiveschuppen & Wagenunterstand |
| 09106596 Teilobjekt zu: 09105153 | Dorfstraße 35 (Lage)     | Wasserturm und Torhaus | Der Wasserturm (Datierung 1897) ragt aus einem eingeschossigen Gebäude mit einem Satteldach hervor. Er hat ein Fassungsvermögen von rund 20.000 Litern. Damit konnte man den Gutspark sowie die landwirtschaftlichen Nutzflächen bewässern. Der Turm ist achteckig; seine Ecken aus rötlichen Mauersteinen errichtet. Darüber erhebt sich eine Haube, die mit einer Turmkugel abschließt. Der weithin sichtbare Turm wurde zu einem späteren Zeitpunkt in das Wappen der Gemeinde aufgenommen.                          | BW                                   |
| 09107195 Teilobjekt zu: 09105153 | Dorfstraße 34 (Lage)     | Getreidespeicher / Rieselspeicher | Entstand in der Zeit zwischen 1886 und 1900. | Getreidespeicher / Rieselspeicher    |
| 09107196 Teilobjekt zu: 09105153 | Dorfstraße 35 (Lage)     | Schmiede | | Schmiede                             |
| 09107198 Teilobjekt zu: 09105153 | Dorfstraße 35 (Lage)     | Waschhaus | | Waschhaus                            |
| 09107197 Teilobjekt zu: 09105153 | Dorfstraße 35 (Lage)     | Remise | | BW                                   |
| 09106597 Teilobjekt zu: 09105153 | Dorfstraße 35 (Lage)     | Gutspark | Der Gutspark befindet sich an der Ostseite des Dorfes. | BW                                   |
| 09105284                         | Wiesenstraße 13 (Lage)   | Wohnhaus Bruno Taut mit Garage und Garten | Das Haus (Baudenkmal seit 1989) wurde 1926–1927 von dem Architekten Bruno Taut als eigenes Wohnhaus erbaut und in der Veröffentlichung Ein Wohnhaus beschrieben. Bruno Taut wohnte dort von 1920 bis 1933. Das Haus hat einen Grundriss in Form eines Viertelkreises und zwei Geschosse. Die runde, zur Straße liegende Seite ist schwarz gestrichen, die geraden Wände weiß. An der Spitze des Hauses befindet sich der Eingang und im Obergeschoss ein Balkon. Im Inneren sind einige originale Einbaumöbel erhalten. | weitere Bilder                       |
| 09106022 Teilobjekt zu: 09105284 | Wiesenstraße 13 (Lage)   | Garage | Die Garage, ein niedriger Klinkerbau, liegt nordöstlich des Wohnhauses. | Garage                               |
| 09106023 Teilobjekt zu: 09105284 | Wiesenstraße 13 (Lage)   | Garten | | Garten                               |

### Glasow
| ID-Nr.   | Lage                  | Bezeichnung                                              | Beschreibung | Bild           |
| -------- | --------------------- | -------------------------------------------------------- | --- | -------------- |
| 09105438 | Alt Glasow 6 b (Lage) | Dorfkirche                                               | Die Feldsteinkirche entstand in der zweiten Hälfte des 13. Jahrhunderts und wurde barock überformt. Im Innern befindet sich eine schlichte, bauzeitliche Ausstattung sowie eine Schnitzfigur aus der ersten Hälfte des 18. Jahrhunderts, die Johannes den Täufer darstellt. | weitere Bilder |
| 09105435 | Selchower Weg (Lage)  | Sowjetisches Ehrenmal, an der Straße in Richtung Selchow | | weitere Bilder |

### Groß Kienitz
| ID-Nr.            | Lage                                  | Bezeichnung | Beschreibung | Bild           |
| ----------------- | ------------------------------------- | ----------- | --- | -------------- |
| 09105306 Wikidata | Groß Kienitzer Dorfstraße 14 a (Lage) | Dorfkirche  | Die evangelische Dorfkirche wurde in der zweiten Hälfte des 13. Jahrhunderts erbaut. Es ist ein Feldsteinbau mit einem verbretterten Dachturm. Im Inneren befindet sich ein Altaraufsatz aus dem Jahre 1701 von D. Matzmann aus Potsdam. Die Sandsteintaufe stammt aus dem Jahr 1607. | weitere Bilder |

### Jühnsdorf
| ID-Nr.   | Lage                 | Bezeichnung             | Beschreibung | Bild           |
| -------- | -------------------- | ----------------------- | --- | -------------- |
| 09105068 | (Lage)               | Dorfkirche mit Kirchhof | Die Dorfkirche Jühnsdorf ist eine Feldsteinkirche, die vermutlich im 14. Jahrhundert errichtet wurde. 1869 baute die der Baumeister Klehmet aus Zossen um und erweiterte sie unter anderem um eine halbkreisförmige Apsis und den Westturm. Die Kirchenausstattung stammt im Wesentlichen aus dem 19. Jahrhundert.                                                     | weitere Bilder |
| 09105920 | (Lage)               | Gutspark                | | Gutspark       |
| 09105051 | Dorfstraße 22 (Lage) | Gutshaus                | Das Gutshaus wurde im Jahr 1824 von Friedrich Wilhelm von dem Knesebeck als einfaches, eingeschossiges preußisches Landhaus mit sieben Achsen errichten. Im Jahr 1862 wurde es umgebaut und aufgestockt. Der Dachstuhl des mittlerweile elfachsige Bauwerks wurde in den Jahren 2003 und 2004 von der Architektin Petra Kahlfeldt saniert und für Wohnzwecke umgebaut. | weitere Bilder |
| 09105052 | Schäferei 1 (Lage)   | Alte Schäferei          | | Alte Schäferei |

### Mahlow
| ID-Nr.                           | Lage                          | Bezeichnung | Beschreibung | Bild           |
| -------------------------------- | ----------------------------- | ----------- | --- | -------------- |
| 09105437                         | Mahlower Dorfstraße 7 (Lage)  | Dorfkirche  | Die evangelische Kirche stammt aus der zweiten Hälfte des 13. Jahrhunderts. Von 1755 bis 1758 wurde die Kirche erneuert, die Ausstattung im Inneren stammt aus dieser Zeit. Eine Glocke stammt aus dem Jahr 1508. | weitere Bilder |
| 09106320 Teilobjekt zu: 09105437 | Mahlower Dorfstraße 7 (Lage)  | Glocke      | Die Glocke ist mit dem Jahr 1508 datiert. | BW             |
| 09105856                         | Mahlower Dorfstraße 21 (Lage) | Hof Zinnow  | Vierseithof, auf der Südseite der Dorfstraße, Datierung 1880/1910. | weitere Bilder |
| 09107093 Teilobjekt zu: 09105856 | Mahlower Dorfstraße 21 (Lage) | Wohnhaus    | | BW             |
| 09107094 Teilobjekt zu: 09105856 | Mahlower Dorfstraße 21 (Lage) | Stall       | linkes Stallgebäude | Stall          |
| 09107095 Teilobjekt zu: 09105856 | Mahlower Dorfstraße 21 (Lage) | Stall       | rechtes Stallgebäude | Stall          |
| 09107096 Teilobjekt zu: 09105856 | Mahlower Dorfstraße 21 (Lage) | Scheune     | Die Scheune bildet den rückseitigen Abschluss des Hofes. | Scheune        |